# Уріччя (Мінська область)
Уріччя (біл. Урэчча) — селище міського типу в Любанському районі Мінської області Білорусі. Розташоване за 18 км на північний захід від Любані, за 140 км від Мінська. Населення 3,4 тис. осіб (2006). Є залізнична станція.